# Pflanzenjäger

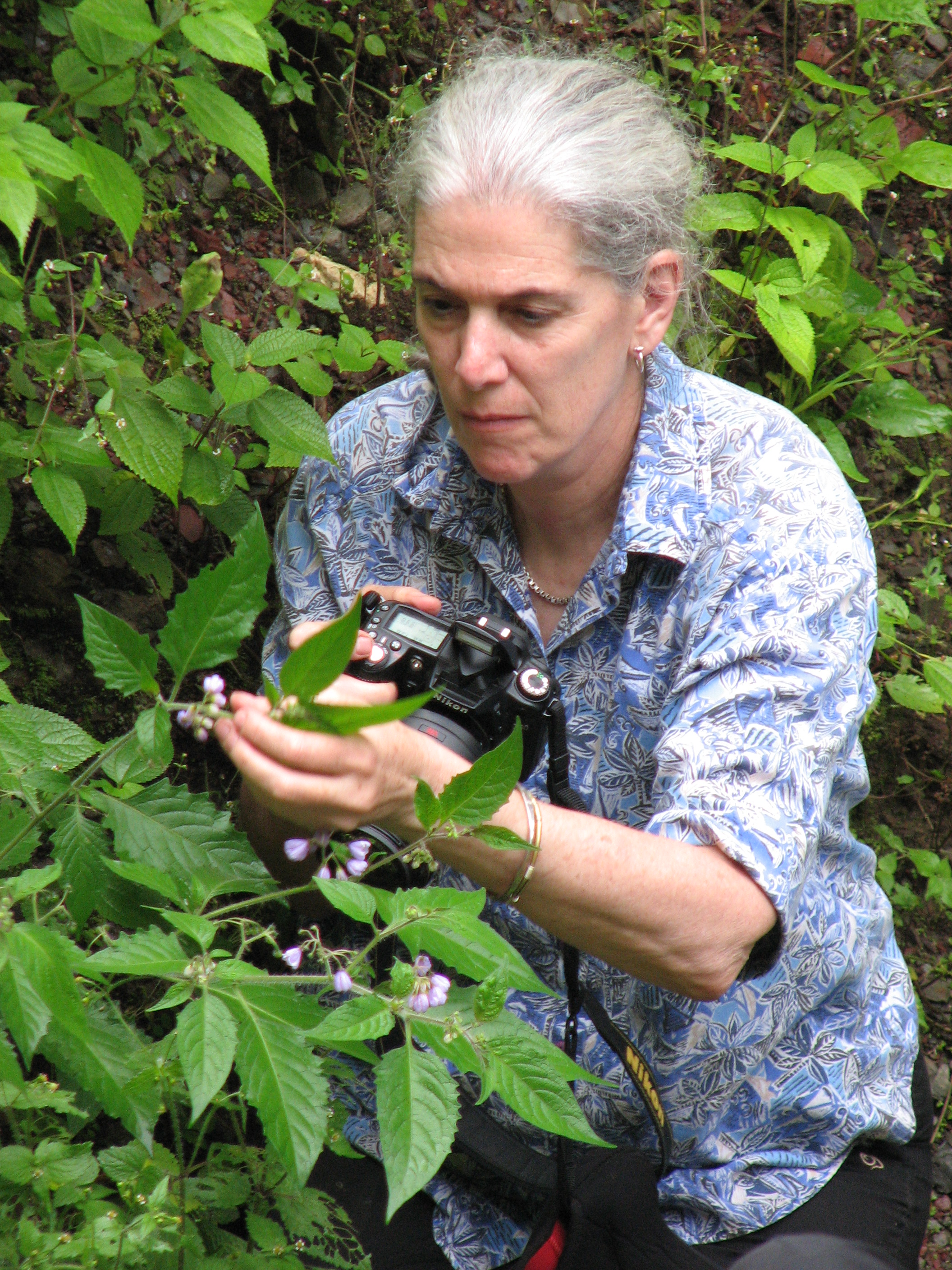
Sandra Knapp (Natural History Museum) beim Sammeln von Solanum sinuatiexcisum in Cusco, Peru

Pflanzenjäger (von englisch plant hunter) oder Pflanzensammler waren Forschungsreisende, die Zier- und Nutzpflanzen besonders im 17., 18. und 19. Jahrhundert aus Amerika, Asien und Australien nach Europa brachten. Dort wurden die Pflanzen in Botanischen Gärten gepflegt und erforscht und fanden oft Einzug in die heimischen Gärten.

## Geschichte
Die meisten unserer Zimmer- und Zierpflanzen stammen aus fernen Gefilden. Als erste Sammelreise zur Einfuhr exotischer Pflanzen gilt die Expedition der Pharaonin Hatschepsut im 15. vorchristlichen Jahrhundert in das Land Punt, von wo Weihrauch in Form getopfter Pflanzen mitgebracht wurde. Im Spätmittelalter kamen Pflanzen wie Rosskastanie und Tulpe aus dem Orient nach Europa; letztere löste in den 1630er-Jahren das sogenannte Tulpenfieber in den Niederlanden aus.

### Das 18. Jahrhundert
Im 18. Jahrhundert sammelte besonders die Kolonialmacht England Pflanzen und Tiere und baute Kew Garden zu einem Forschungsgarten aus.
1766–1768, auf der ersten französischen Weltumsegelung unter Capitain Louis Antoine de Bougainville, entdeckte der mitreisende Botaniker Philibert Commerson unter anderem die Bougainvillea, eine bis heute beliebte Kübelpflanze. Diese Reise prägte auch das europäische Bild der Südsee als unberührtes Naturparadies.
Auf seiner ersten Weltumsegelung wurde Captain James Cook von Joseph Banks und Daniel Solander begleitet. Ihr Hauptsammelgebiet südlich des heutigen Sydney heißt bis heute Botany Bay. Johann Reinhold Forster (1729–1798) und sein Sohn Georg (1754–1794) erforschten Südafrika, Neuseeland und die Südsee auf Captain James Cooks zweiter Weltumsegelung. Sie importierten unter anderem die „Zaubermyrte“ (Manuka, Leptospermum scoparium). Joseph Banks wiederum machte sich als Organisator von Pflanzenexpeditionen selbstständig und schickte Francis Masson nach Südafrika, von wo er 50 verschiedene Geranien mitbrachte, Archibald Menzies verdanken wir die Chilenische Araukarie (Araucaria araucana).
Die Berichte von diesen Reisen wurden zu einer beliebten Lektüre, das Botanisieren wurde zu einem beliebten Hobby in den oberen Gesellschaftsschichten. Jean-Jacques Rousseau schrieb Zehn Botanische Lehrbriefe an die kleine Tochter einer Freundin, in denen er Grundlagen des Pflanzensammelns und Herbarisierens beschreibt.
1787 erschien erstmals das Curtis' Botanical Magazine, das sich ausschließlich mit exotischen Pflanzen und deren abenteuerlicher Herkunft beschäftigte.

### Das 19. und 20. Jahrhundert
Im 19. Jahrhundert wurde Pflanzenjäger zunehmend zur Berufsbezeichnung, die Entdeckung neuer Spezies kommerzialisierte sich.
Alexander von Humboldt (1769–1859) reiste nach Mittel- und Südamerika und war am Zusammenhang der tropischen Lebensräume interessiert. Er brachte unter anderen die Kardinalslobelie (Lobelia cardinalis) und die Dahlie nach Europa.
Adelbert von Chamisso, Dichter und Naturforscher, begleitete die Rumjanzewsche Rurik-Expedition übers Polarmeer in die Südsee und führte den Kalifornischen Mohn (Eschscholzia californica) ein.
David Douglas (1799–1834) sammelte für die Royal Horticultural Society zwischen 1823 und 1834 in Neu-England die Douglasie (Pseudotsuga menziesii), Mahonia aquifolium, die Blutjohannisbeere und die Vielblättrige Lupine (Lupinus polyphyllus) ebenso wie Tannenarten (Küstentanne Abies grandis, Edeltanne Abies procera). Er starb auf Hawaii, als er in einer Tierfalle von einem wütenden Stier getötet wurde.
Von den gesammelten Pflanzen kamen nur wenige lebend an, mitunter nur eine von tausend. Ab 1834 verwendete man den vom englischen Arzt Nathaniel Ward entwickelten Ward’schen Kasten, eine Art Kleingewächshaus. Innerhalb des Glaskastens bestand ein geschlossener Wasserkreislauf, und man konnte nun auch empfindlichere Pflanzen wie Farne oder Orchideen transportieren, die bald zu einem Hauptbetätigungsfeld der Pflanzenjagd wurden.
Auch Sammelexpeditionen in Japan und China wurden zunehmend möglich, vor allem mit Ende der Opiumkriege.
Philipp Franz von Siebold (1796–1866) bereiste im Auftrag der Niederländer zwischen 1823 und 1829 das Fremden nur schwer zugängliche Japan. Er beschrieb zahlreiche japanische Pflanzenarten, darunter auch mehrere Hortensien. Die Gartenhortensie, von der er mehrere Varietäten beschrieb, hatte allerdings schon sein Vorgänger Carl Peter Thunberg (1743–1828) als erster beschrieben.
Robert Fortune, ein Schotte, sammelte 19 Jahre lang für die Royal Horticultural Society in China Pflanzen wie den Winterjasmin (Jasminum nudiflorum), Tränendes Herz (Dicentra spectabilis), Mahonien, Forsythien, Rhododendren und Koniferen wie die Sicheltanne (Cryptomeria japonica) und die heute im Garten beliebten Scheinzypressen (Chamaecyparis spp.)
Sir Joseph Dalton Hooker (1817–1911) löste in England eine Rhododendrenbegeisterung aus, nachdem er in der Gegend von Darjiling gesammelt hatte.
Carl Albert Purpus (1851–1941) war ein professioneller Jäger und Sammler in einer Zeit, in der durch den gestiegenen Bedarf an Gartenpflanzen die ursprünglichen Bestände bereits von Ausrottung bedroht waren. Er arbeitete in Mexiko und schickte unter anderem eine bis heute dort erhaltene Königin der Nacht in den Botanischen Garten Darmstadt.
Ernest Wilson (1876–1930) wurde nach China geschickt, um den Taubenbaum (Davidia involucrata) zu suchen; mehr als eine mündliche Beschreibung und eine sehr einfache Landkarte auf ramponiertem Papier hatte er nicht zur Verfügung. Als er die beschriebene Stelle schließlich fand, stand dort ein frisch gebautes Holzhaus und der Stumpf eines Baumes. Er fand schließlich per Zufall doch noch einen, und den Schirmbambus (Fargesia murielae) und die Königslilie (Lilium regale) gleich dazu.
Reginald Farrer sammelte Pflanzen in den Alpen, später in Burma und Südostchina und veröffentlichte zahlreiche Bücher über seine Reisen.
Frank Kingdon Ward (1885–1958) reiste durch den Himalaya und brachte Rhododendren, Kamelien, Primeln und Schwertlilien mit.
Die chinesischen Pflanzen verdrängten bald die amerikanische Flora aus unseren Gärten, denn sie waren winterhart.
Die Forschungsreisenden Englands wurden meist im königlichen Auftrag (Royal Horticultural Society) losgeschickt, in Deutschland war das nicht so einfach. Die Hamburger Firma Joh. Ces. Godeffroy & Sohn hatte in den Jahren von 1860 bis 1878 Forschungsreisende eingestellt, um mit den Sammelobjekten aus der Südsee das eigene Museum Godeffroy zu bestücken und um mit den Doubletten Handel zu betreiben. Unter den Forschungsreisenden war auch eine Frau, Amalie Dietrich. Manchmal gründeten sich auch Aktienvereine wie der „Württembergische Naturhistorische Reiseverein“; die Dividende bestand aus Teilen der Sammlung, wurde also im Wortsinne in Naturalien ausgezahlt. Einige deutschsprachige Pflanzensammler, etwa Carl Ludwig Blume, Ferdinand von Mueller, Friedrich Welwitsch oder Berthold Carl Seemann, traten in die Dienste verschiedener europäischer Kolonialmächte. Erst 1891 gründete man in Berlin die Botanische Centralstelle für die Colonien, die Pflanzen aus Afrika wissenschaftlich erforschte. Dort fand man zum Beispiel das Usambaraveilchen (Saintpaulia ionantha).
Auch heute noch gibt es Expeditionen, beispielsweise wurde in den 1980er Jahren die Arbeitsgruppe Neue Zierpflanzen des Zentralverbandes Gartenbau gegründet. Diese widmete sich vor allem der Pflanzenwelt Australiens. Ziel war weniger die Neuentdeckung von Arten als vielmehr die Wiederentdeckung von Pflanzen, die in den botanischen Archiven schlummern und die nie auf ihre Kultureigenschaften getestet wurden. So entstand beispielsweise aus gesammeltem Wildmaterial an der beteiligten Forschungsanstalt Geisenheim das Blaue Gänseblümchen (Brachyscome iberidifolia) als beliebte Beet- und Balkonpflanze. Auch im medizinischen Bereich besteht Bedarf nach neuen, bisher nicht erforschten Heilpflanzen.